# Harmony (condado de Rock, Wisconsin)
Harmony es un pueblo ubicado en el condado de Rock en el estado estadounidense de Wisconsin. En el Censo de 2010 tenía una población de 2.569 habitantes y una densidad poblacional de 45,68 personas por km².

## Geografía
Harmony se encuentra ubicado en las coordenadas 42°42′45″N 88°56′33″O / 42.71250, -88.94250. Según la Oficina del Censo de los Estados Unidos, Harmony tiene una superficie total de 56.24 km², de la cual 56.05 km² corresponden a tierra firme y (0.33%) 0.19 km² es agua.

## Demografía
Según el censo de 2010, había 2.569 personas residiendo en Harmony. La densidad de población era de 45,68 hab./km². De los 2.569 habitantes, Harmony estaba compuesto por el 97.98% blancos, el 0.16% eran afroamericanos, el 0% eran amerindios, el 0.9% eran asiáticos, el 0% eran isleños del Pacífico, el 0.31% eran de otras razas y el 0.66% pertenecían a dos o más razas. Del total de la población el 1.83% eran hispanos o latinos de cualquier raza.